# ميغيل باربييري
ميغيل باربييري (بالإسبانية: Miguel Barbieri)‏ (23 أغسطس 1993 ببوينس آيرس في الأرجنتين - ) هو لاعب كرة قدم أرجنتيني في مركز الدفاع. لعب مع روزاريو سنترال.

## وصلات خارجية
- ميغيل باربييري على موقع قاعدة بيانات كرة القدم.إي يو (الإنجليزية)
- ميغيل باربييري على موقع Soccerway.com (الإنجليزية)
- ميغيل باربييري على موقع AS.com (الإسبانية)